# قائد سرب
```
قائد سرب
 
(سقن LDR
 في سلاح الجو الملكي البريطاني، 
SQNLDR
 في 
القوات الجوية الملكية الأسترالية
 
والقوات الجوية الملكية النيوزيلندية
) هي رتبة 
ضابط
 في 
القوات الجوية الملكية
 
[
1
]
 والقوات الجوية للعديد من الدول التي لديها النفوذ البريطاني التاريخي. كما أنه يستخدم أحيانًا كترجمة باللغة الإنجليزية من مرتبة معادلة في البلدان التي لديها بنية رتبة غير تابعة للقوات الجوية.
```

## أصول
نشأت الرتبة في سلاح الجو الملكي البريطاني وتم تبنيها من قبل العديد من القوات الجوية الأخرى التي أستخدمت أو تستخدم نظام تصنيف سلاح الجو الملكي البريطاني. 

شارة الأكمام / الكتف لسرب سلاح الجو الملكي البريطاني
شارة فوضى زعيم سرب سلاح الجو الملكي البريطاني
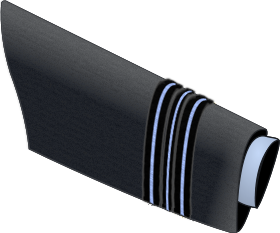
كم من قائد سرب سلاح الجو الملكي البريطاني على الزي الرسمي للخدمة رقم 1